# Toàn Thắng, Hiệp Hòa
Toàn Thắng là một xã thuộc huyện Hiệp Hòa, tỉnh Bắc Giang, Việt Nam.

## Địa lý
Xã Toàn Thắng có diện tích 9,51 km², dân số năm 2023 là 14.075 người, mật độ dân số đạt 1.480 người/km².

## Lịch sử
Ngày 28 tháng 9 năm 2024, Ủy ban Thường vụ Quốc hội ban hành Nghị quyết số 1191/NQ-UBTVQH15 về việc sắp xếp đơn vị hành chính cấp huyện, cấp xã của tỉnh Bắc Giang giai đoạn 2023 – 2025 (nghị quyết có hiệu lực từ ngày 1 tháng 1 năm 2025). Theo đó, thành lập xã Toàn Thắng trên cơ sở toàn bộ 4,37 km² diện tích tự nhiên, quy mô dân số là 7.398 người của xã Hoàng Lương và toàn bộ 5,14 km² diện tích tự nhiên, quy mô dân số là 6.677 người của xã Hoàng Thanh.
Xã Toàn Thắng có 9,51 km² diện tích tự nhiên và quy mô dân số là 14.075 người.